# Nastri d'argento 1977
Els Nastri d'argento 1977 foren la 32a edició de l'entrega dels premis Nastro d'Argento (Cinta de plata) que va tenir lloc el 1977.

## Guanyadors

### Millor director
- Valerio Zurlini - Il deserto dei Tartari
- Marco Ferreri - L'ultima donna
- Mario Monicelli - Un borghese piccolo piccolo
- Pupi Avati - Tutti defunti... tranne i morti

### Millor director novell
- Giorgio Ferrara - Un cuore semplice
- Nanni Moretti - Io sono un autarchico

### Millor productor
- Edmondo Amati - pel conjunt de la seva producció

### Millor argument original
- Marco Ferreri i Dante Matelli - L'ultima donna

### Millor guió
- Mario Monicelli i Sergio Amidei - Un borghese piccolo piccolo
- Marco Ferreri e Dante Matelli - L'ultima donna
- Federico Fellini e Bernardino Zapponi - Il Casanova di Federico Fellini

### Millor actor protagonista
- Alberto Sordi - Un borghese piccolo piccolo
- Ugo Tognazzi - La stanza del vescovo
- Nino Manfredi - Brutti, sporchi e cattivi

### Millor actriu protagonista
- Mariangela Melato - Caro Michele
- Ornella Muti - L'ultima donna
- Monica Vitti - L'altra metà del cielo

### Millor actor debutant
- Vincenzo Crocitti - Un borghese piccolo piccolo

### Millor actriu no protagonista
- Adriana Asti - L'eredità Ferramonti
- Laura Betti - Novecento
- Alida Valli - Novecento

### Millor actor no protagonista
- Romolo Valli - Un borghese piccolo piccolo
- Giuliano Gemma - Il deserto dei Tartari

### Millor banda sonora
- Fred Bongusto - Oh, Serafina!

### Millor fotografia
- No fou concedit

### Millor vestuari
- Danilo Donati - Il Casanova di Federico Fellini

### Millor escenografia
- Danilo Donati - Il Casanova di Federico Fellini

### Millor pel·lícula estrangera
- Akira Kurosawa - Dersu Uzala